# Llengües iuma-cotximí
Les llengües iuma-cochimí són una família lingüística parlada a la Baixa Califòrnia i nord de Sonora a Mèxic i sud de Califòrnia i sud-oest d'Arizona als EUA. És classificada com a hoka per Voegelin i Haas (hoka-sioux segons Edward Sapir).

## Classificació
El cochimí és una llengua morta. La llengua pai del nord o alt yuma és un complex de tres dialectes diferents (hualapai, yavapai, havasupai) que han estat catalogades com a llengües separades (de fet, són bastant similars entre si). Algunes propostes inclouen a les llengües guaicura com a part de l'agrupació yumana. Les llengües guaicuranes són un conjunt d'idiomes parlats en el sud de la península de Califòrnia, actualment extintes íntegrament. Se suposa que van haver de tenir alguna afinitat amb el cotximí, no obstant això, no hi ha prou evidència per comprovar aquesta relació, i fins i tot s'ha dubtat de la possibilitat que totes aquelles llengües estiguessin emparentades entre si.
Una altra proposta comuna és pressuposar algun tipus de parentiu llunyà entre les llengües yuma-cochomí que són una família ben identificada i el parentiu de la qual és segur i altres llengües de Califòrnia, en el que es coneix com a hipòtesi hoka. Si bé el parentiu podria estar fonamentat, especialment pel que fa al parentiu amb les llengües pomo, no estaria del tot clar quines llengües poden considerar-se com a part de la suposada macrofamília hoka i quines no.
Aquesta família consisteix en 11 llengües:
I. cochimí
1. cotximí (†) (cotximí del nord i del sud podrien haver sigut llengües diferents)
II. iuma
A. iuma del delta de Califòrnia
i. diegueño
2. ipai
3. kumeyaay 330 parlants (2000)
4. tiipai
ii. iuma del delta
5. cocopa o cucapá (Kahwan, Halyikwamai) 350 (1998)
B. iuma del riu
6. quechan 150 (1994)
7. maricopa (Pii-Paash) 160 (2000)
8. mohave 75 (1994)
C. Pai
9. pai septentrional
a. Hualapai 1.000 (2000)
b. Havasupai 530 (2000)
10. Yavapai 163 (2000)
11. paipai (també Akwa'ala) 300 (1990)
D. kiliwa
11. kiliwa 28 (1994)

## Comparació lèxica
Els numerals venen donats per:
| GLOSSA | A        | B        | B        | C        | D         | PROTO- YUMA |
| GLOSSA | Kumeyaay | quechan  | Maricopa | Hualapai | Kiliwa    | PROTO- YUMA |
| ------ | -------- | -------- | -------- | -------- | --------- | ----------- |
| 1      | ʔsin     | ʔašént   | sɛnt-    | sit      | m-sir     | *ʔsi(n)t    |
| 2      | xewak    | xavík    | xvɪk-    | hʷak     | xʷaq      | *xʷak       |
| 3      | xemuk    | xamók    | xmʊk-    | hmuk     | xmiʔq     | *xmɨʔk      |
| 4      | čepap    | čumpap   | čmpak    | hupáʔ    | mnaq      | *čpáp       |
| 5      | sarap    | saráp    | sarap-   | θaráp    | sal-čpam  | *θaR-       |
| 6      | xemxuk   | xumxuk   | xmxʊk-   | ta-spé   |           | *xemxuk     |
| 7      | pexkai   | paxkye   | pxkyeː-  | hʷak-spé |           | pexkay?     |
| 8      | špxuk    | sipxuk   | sapxʊk-  | hmuk-spé |           | s?pxuk      |
| 9      | yamxemuk | xamxamók | nym xmʊk | halθúy   |           | ?           |
| 10     | saxuk    | šaxuk    | šaxʊk    | vwáy     | čpam-msir | ?           |